# Alyson Avenue
Alyson Avenue – szwedzki zespół muzyczny wykonujący melodic rock i hard rock, założony w 1989 roku w Helsingborgu. Do 2007 roku jego wokalistką była Anette Olzon, znana z późniejszego członkostwa w zespole Nightwish.

## Historia
Zespół Alyson Avenue został założony w 1989 roku w Helsingborgu przez grupę przyjaciół (m.in. klawiszowca Niclasa Olssona i basistę Thomasa Lyöskä), którzy planowali grać melodic rocka w stylu zespołów Treat i Europe. Wówczas grupa miała męskiego wokalistę, a niedługo po jej założeniu przyjęto do niej Anette Olzon jako wokalistkę wspierającą. Po  „zrobieniu świetnej roboty przy nagrywaniu dema”, w 1995 roku Olzon została główną wokalistką i stałą członkinią zespołu. Dzięki kobiecie na wokalu brzmienie grupy porównywano z formacjami Heart i Robin Beck
Przez krótki czas muzyka Alyson Avenue dryfowała w kierunku bardziej popowego brzmienia, ale na próbach członkowie zespołu grali szerokie spektrum gatunków, od hard rocka do soulu. Niemniej jednak podczas grania na żywo grupa koncentrowała się na wykonywaniu hard rocka i AOR. W 1995 roku członkowie Alyson Avenue dużo dyskutowali o tym, w jakim kierunku zespół powinien pójść. Przez kilka lat muzycy nagrali kilka dem z muzyką melodic rock i jako, że słuchaczom takie brzmienia się podobały, postanowili przy nich pozostać. W 1997 roku zespół wydał własnym nakładem pierwszy singel, zatytułowany „We Can Clear the Air”.
W 1999 roku zespół wysłał do prasy jedno ze swoich dem i spotkał się z bardzo pozytywnym odbiorem swojej muzyki. Z niewielką pomocą belgijskiego magazynu „Rock Report” zorientowanego na melodic rock, grupa pozyskała kontakty do niektórych wytwórni muzycznych. Zespołowi nie udało się zainteresować sobą żadnej z wytwórni, więc nagrał nowe czterościeżkowe demo, dzięki któremu w końcu podpisał kontrakt płytowy z AOR Heaven. Nakładem tej wytwórni w listopadzie 2000 roku ukazał się debiutancki album studyjny Alyson Avenue Presence of Mind. Wydawnictwo to spotkało się z zainteresowaniem i pozytywnymi recenzjami, które przerosły oczekiwania zespołu, a dzięki ocenie 93/100 w japońskim magazynie „Burrn!” nastąpiła masowa sprzedaż albumu.
W 2003 roku Alyson Avenue wydał nakładem AOR Heaven swój drugi album studyjny, zatytułowany Omega. W 2007 roku Anette Olzon odeszła z Alyson Avenue aby objąć posadę wokalistki w Nightwish. Wcześniej niektórzy z członków zespołu pomogli jej nagrać demo dla lidera Nightwish. Po rozstaniu z Olzon reszta zespołu myślała o założeniu nowej, wykonującej muzykę AOR formacji z mężczyzną na wokalu, ale ostatecznie te pomysły zostały porzucone i rozpoczęły się poszukiwania nowej wokalistki.
W 2009 roku wokalistką Alyson Avenue została Arabella Vitanc, a niedługo później zespół rozpoczął pracę nad trzecim albumem. Ten, zatytułowany Changes, ukazał się w 2011 roku nakładem Avenue of Allies Music. W jego nagrywaniu udział miała Anette Olzon – była wokalistką wspierającą.

## Skład
Na podstawie.
Obecny skład zespołu
- Arabella „Beba” Vitanc – wokal (od 2009)
- Niclas „Olle” Olsson – instrumenty klawiszowe (od 1989)
- Thomas „Lääskäpää” Löyskä – gitara basowa (od 1989)
- Tony „Nguyen Van Thok” Rohtla – gitara
- Fredrik Erikson – perkusja

Byli członkowie zespołu
- Anette Olzon – wokal (1995–2007)
- Jarmo Piironen – gitara
- Roger Landin  – perkusja
- Christoffer Dahlman – gitara
- Patrik Svärd – gitara

## Dyskografia
Albumy studyjne
- Presence of Mind (2000)
- Omega (2003)
- Changes (2011)

Single
- „We Can Clear the Air” (1997)

Kompilacje
- Hear It! Volume 13 (2004; utwór „When Dreams Fall Apart”)[10]
- Munich’s Hardest Hits - Melodic Rock Is Back Vol. 8 (2006; utwór „I Am (Your Pleasuremaker)”)[10]
- Raised On Radio (Touch That Dial • Towering New AOR Tracks) (2011; utwór „Amazing Days”)[10]
- Melodic Rock Vol. IV (utwór „Desperate Heart”)[10]